# Кик-бокс клуб Тигар
Кик-бокс клуб „Тигар“ је кик-бокс клуб из Гацка. 

## Историјат
Основан је августа 2003. и насљедник је Кик-бокс клуба „Сафир“. Оснивачи су били Веселин Ђуричић и Глигор Кошутић. До 2022. чланови овог клуба освојили су око 400 медаља на разним такмичењима. Најистакнутији појединци су: Бојан Вуковић (вишеструки првак Републике Српске и Босне и Херцеговине и освајач бронзане медаље на првенству Балкана), Милан Бабић (вишеструки првак Републике Српске и Босне и Херцеговине, вицешампион Европског и Свјетског купа, шампион и троструки вицешампион Балкана, професионални првак Европе) и Урош Мучибабић (вишеструки првак Републике Српске и Србије, освајач по двије бронзане медаље на европским и свјетским првенствима, вицешампион свијета, освајач Европског купа – све у јуниорској конкуренцији; 2016. и 2017. на првом мјесту WAKO [World Association of Kickboxing Organizations] федерације). Клуб је био организатор више првенстава Републике Српске, БиХ, као и највећег спортског догађаја у историји Гацка – меча за титулу професионалног кик-бокс првака Европе у дисциплини К1.